# Bardello
Bardello (lombardul: Bardell) település Olaszországban, Varese megyében. Lakosainak száma 1592 fő (2023. január 1.). Bardello Biandronno, Gavirate, Malgesso, Besozzo és Bregano községekkel határos.

## Népesség
A település népességének változása:
| Lakosok száma | 1613 | 1616 | 1592 |
|               | 2017 | 2018 | 2023 |